# بورگه، اوستفولد

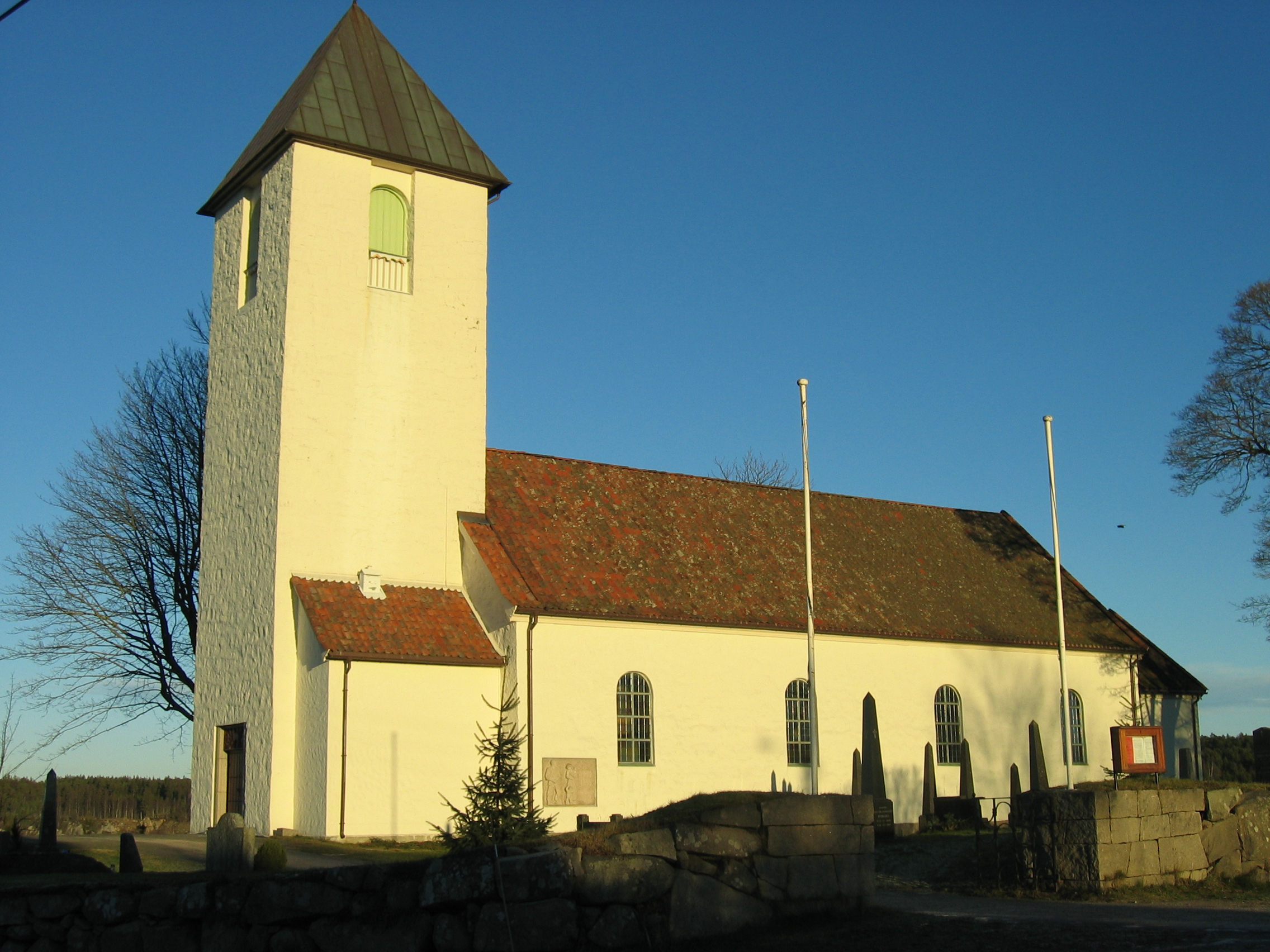
کلیسای بورگه

بورگه محله و شهرداری سابق در شهرستان اوستفولد، نروژ است. محل امورزی بورگه در قسمت شمال شرقی شهر فردریکستاد در نزدیک مرز سارپسبورگ واقع است.

## تاریخ
محله بورگه در ۱ ژانویه ۱۸۳۸ به عنوان یک شهرداری تأسیس شد. ناحیه تورسنس به عنوان شهرداری متعلق به خود در ۱ ژانویه ۱۹۱۰ از بورگه جدا شد. این انشعاب باعث شد که جمعیت بورگه به ۶۴۶۶ نفر برسد. در سال ۱۹۵۱ بخشی از بورگه با ۵۳ نفر به شهرداری فردریکستاد منتقل شد و در ۱ ژانویه ۱۹۶۴ املاک گرادسورد (Gansrød) و اولفنگ (Ulfeng) با ۳۰ نفر از بورگه جدا شدند. در حالی که اکثریت تورسنس (Torsnes) دوباره با بورگه متحد شد. پس از ادغام، بورگه ۹۲۱۲ نفر جمعیت داشت. باقیمانده بورگه (به همراه کرکروی (Kråkerøy)، اونسوی (Onsøy) و رولسوی (Rolvsøy) ) در ۱ ژانویه ۱۹۹۴ با شهر فردریکستاد ادغام شدند. قبل از ادغام، بورگه ۱۱۹۵۹ نفر جمعیت داشت.
کلیسای بورگه (Borge Kirke) در سال ۱۸۶۱ ساخته شد. این بنا از سنگ ساخته شده و دارای ۲۷۰ صندلی است. این کلیسا در سال ۱۹۵۰ بازسازی شد. اولین کلیسای ساخته شده در این مکان به سنت اولاو اختصاص داشت. کلیساهای این مکان چندین بار سوخته اند. 

## نام
شهرداری (در اصل محله) از مزرعه بورگه (اسکاندیناوی Borgar) نامگذاری شد، زیرا اولین کلیسا در زمین آن ساخته شد. این نام به صورت جمع بورگ " قلعه تپه " است. اما بقایای چنین قلعه ای در این منطقه شناخته شده نیست.
رولد آموندسن، کاشف قطبی، در بورگه به دنیا آمده‌است.

## دیگر منابع
- Dag Jukvam / Statistics Norway (1999). "Historisk oversikt over endringer i kommune- og fylkesinndelingen" (PDF). Archived from the original (PDF) on 2003-03-10.